# Symphonie no 3 de William Schuman
Pour les articles homonymes, voir Symphonie no 3.
Ne doit pas être confondu avec Symphonie no 3 de Schumann.
La Symphonie no 3 du compositeur américain William Schuman est une œuvre orchestrale terminée le 11 janvier 1941,. 
Elle est créée le 17 octobre 1941, avec de nombreuses coupures voulues par le compositeur, par l'Orchestre symphonique de Boston dirigé par Serge Koussevitzky qui en est le dédicataire,. Koussevitsky la dirige un peu plus tard à New York (23 novembre 1941) et la réponse du public est grisante, enthousiaste, absolument constructive. L'œuvre remporte le premier prix de musique décerné par le Critics' Circle de New York. Un critique remarque que la symphonie « déploie plus de force que de charme, des lignes bien définies, des harmonies dépouillées, pas mal de dissonance, un schéma au rythme compliqué […] chaque passage proclame clairement que le compositeur est William Schumann et personne d'autre ».
Leonard Bernstein, encore étudiant à l'Université de Harvard et collaborateur de Modern Music, s'exclame avec enthousiasme qu'il est « presque aussi enivrant d'écouter la musique que de constater combien les progrès de Schuman se manifestent dans sa Troisième Symphonie — progrès animés, plein d'éclat et d'optimisme ». Il dirige la symphonie pour la première fois en octobre 1960,.
Cette symphonie est souvent associée avec la Troisième Symphonie d'Aaron Copland et celle de Roy Harris en une sorte de trinité. Elles sont jouées ensemble lors de concerts par Antal Dorati en 1974 et Leonard Bernstein fait de même lors d'un concert en 1988.
En février 2005, Leonard Slatkin joue la symphonie sans les coupures, telle qu'elle apparaît dans le manuscrit original conservé à la Bibliothèque du Congrès.

## Analyse
La symphonie est en deux parties divisées chacune en deux sections qui s'enchaînent avec une relation de tempos lent-rapide:
- Partie I:
  - a) Passacaglia
  - b) Fugue
- Partie II:
  - c) Chorale
  - d) Toccata[7]

Durée: environ 31 minutes.
Du début à la fin, la symphonie défie les conventions. La première partie commence de manière calme et conjure les images de Bach et de Brahms. Le thème de la passacaille est exposé et répété six fois, chaque itération entrant un demi-ton plus haut que le précédent (de mi à si bémol). Il est alors suivi de quatre développements libres sur le thème de la passacaille qui mènent sans interruption à la fugue qui évolue par sept demi-tons (de si bémol à mi) puis vers un groupe de variations libres. Dans la deuxième partie, le choral débute par un contrepoint à deux voix qui débouche sur un solo de trompette puis prend une tournure plus bachienne dans un déploiement de la mélodie et du contrepoint. La toccata s'ouvre par une mélodie à la clarinette basse et démontre le talent d'orchestrateur du compositeur.

## Orchestration
| Instrumentation de la Symphonie n° 3                                                               |
| Bois                                                                                               |
| 1 piccolo, 2 flûtes, 2 hautbois, 3 clarinettes (1 en mi♭, 2 en si♭), 1 clarinette basse, 2 bassons |
| Cuivres                                                                                            |
| 4 cors en fa, 4 trompettes en ut, 4 trombones, 1 tuba                                              |
| Percussions                                                                                        |
| timbales, caisse claire, cymbales, xylophone                                                       |
| Cordes                                                                                             |
| premiers violons, seconds violons, altos, violoncelles, contrebasses                               |

Une troisième flûte (doublant le second piccolo), un troisième hautbois, une troisième clarinette en si♭, un troisième basson, un contrebasson, 4 cors en fa supplémentaires, et un piano sont prévus sous forme « facultatif et non obligatoire, bien que des plus souhaitables si l'on veut arriver aux meilleurs résultats »,.

## Discographie
- Philadelphia Orchestra, Eugène Ormandy (1951, Columbia ML 4413)
- New York Philharmonic, Leonard Bernstein (1960, Sony SMK 63163)